# Edificio Alcázar

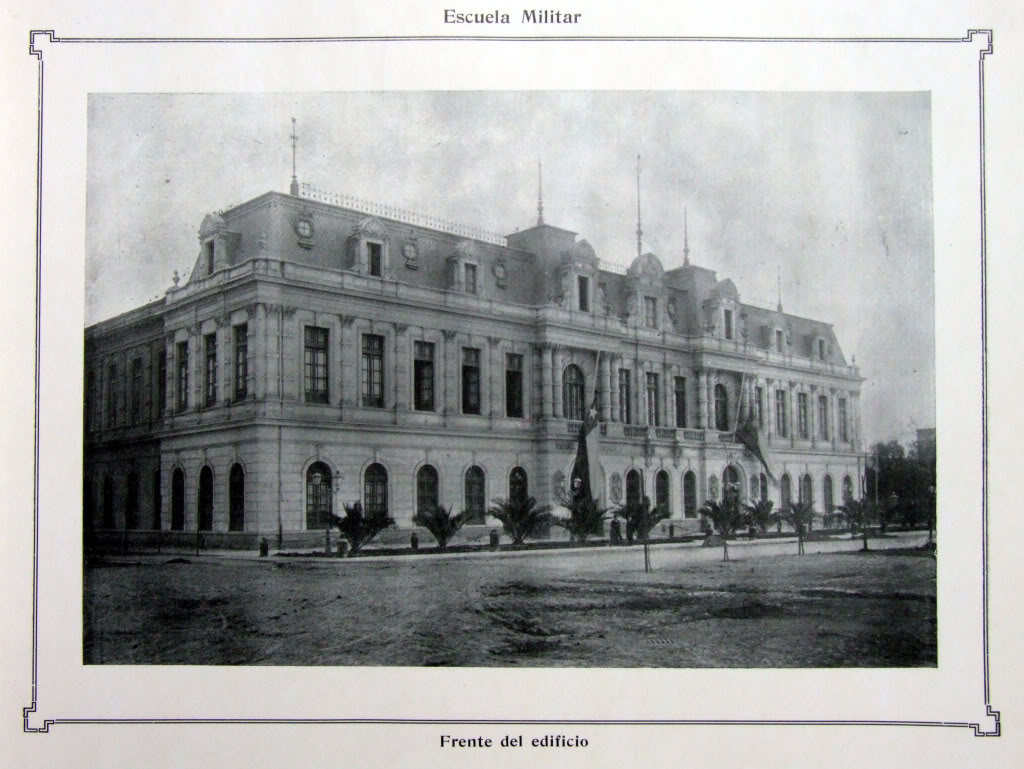
Imagen del Álbum militar de 1910.

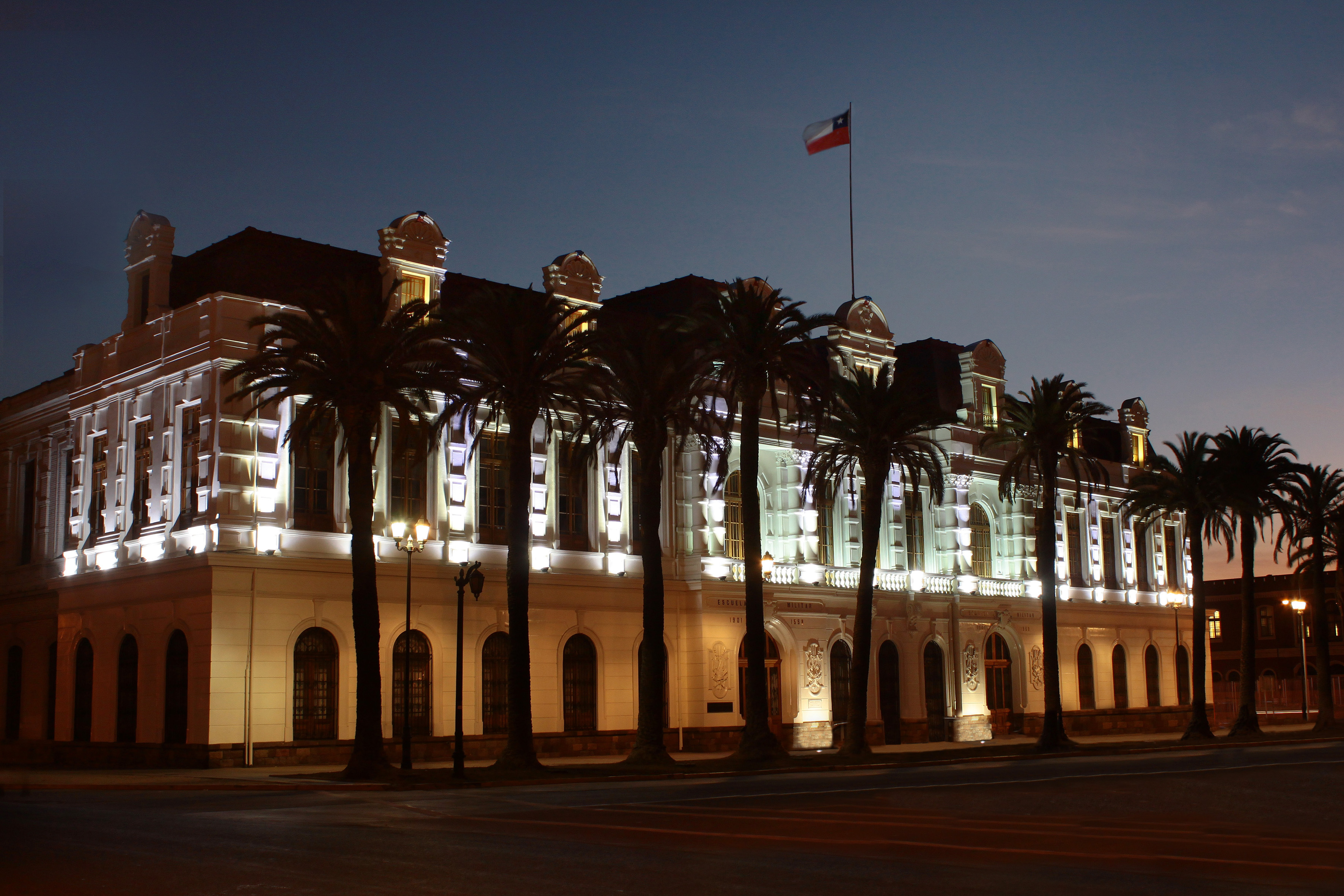
El edificio con iluminación nocturna.

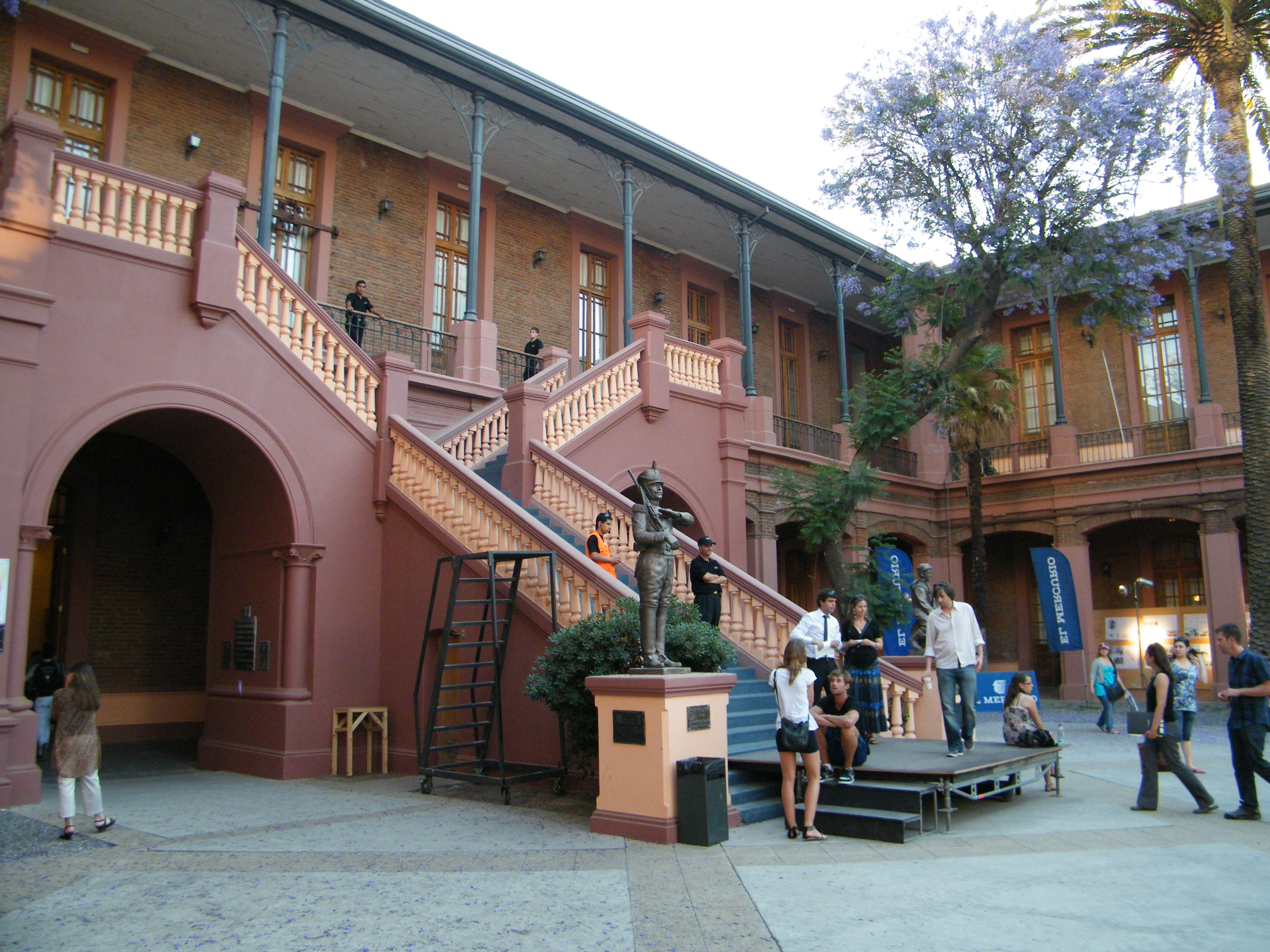
Vista del patio interior.

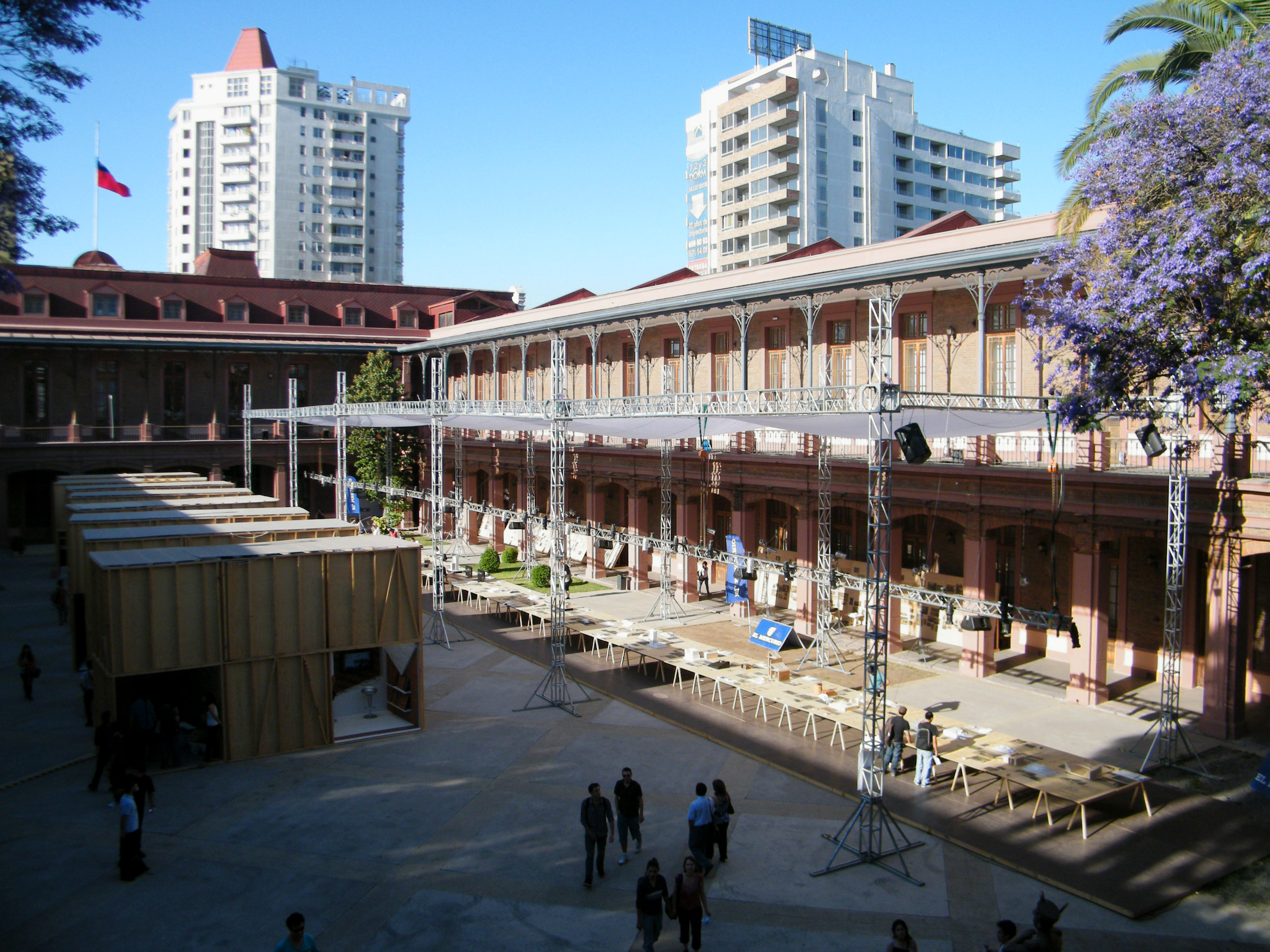
Vista del patio 1.

El Edificio Alcázar es una edificación ubicada en calle Blanco Encalada, entre calles Viel y San Ignacio, en el centro de la ciudad de Santiago, Chile. Fue inaugurado como sede de la Escuela Militar en el año 1901, y desde el 25 de noviembre de 1997 alberga en sus dependencias el Museo Histórico y Militar de Chile. Fue declarado Monumento Nacional de Chile, en la categoría de Monumento Histórico, mediante el Decreto Supremo n.º 722, del 25 de octubre de 1990.

## Historia
Luego de que la Escuela Militar ocupara el edificio que pertenecía a los jesuitas en la calle de la Ollería —actual Avenida Portugal— en el año 1841, la institución utilizó diversas edificaciones para su funcionamiento, por lo que se hizo necesario la construcción de un edificio definitivo exclusivo.
Esto se materializó en el gobierno del presidente José Manuel Balmaceda, cuando se decretó la construcción de un edificio destinado únicamente para el funcionamiento de la Escuela Militar, ocupando el espacio de la antigua Plaza Muñoz Gamero, próxima a los Arsenales de Guerra. La obra fue del arquitecto francés Victor Henry de Villeneuve, comenzando su construcción el 20 de noviembre de 1887 y finalizando el año 1901, en marco de la modernización del Ejército llevada a cabo por el general Emilio Körner.
En el año 1958 la Escuela Militar se trasladó a terrenos del fundo San Luis en Las Condes, por lo que el edificio fue destinado a lugar de acuartelamiento para el servicio militar, y entre los años 1967 y 1995 la edificación albergó la Escuela de Suboficiales del Ejército.
El Ejército de Chile dispuso en el año 1995 que el Edificio Alcázar fuera destinado a albergar el Museo Histórico y Militar de Chile, siendo inaugurado el 25 de noviembre de 1997. El edificio sufrió un incendio en febrero de 2000 que destruyó gran parte del inmbuele, siendo remodelado completamente y reinaugurado el 1 de septiembre de 2003 por el presidente Ricardo Lagos.
Luego del terremoto de 2010 el edificio sufrió varios daños en su fachada y en las vitrinas del museo, por lo que fue restaurado completamente y abierto nuevamente en el año 2013.

## Descripción
El edificio presenta un estilo neoclásico ecléctico, con dos pisos y una mansarda sobre la fachada principal que da a calle Blanco Encalada.
El primer nivel presenta ventanas de arco de medio punto y el acceso principal está marcado por dos volúmenes que se prolongan hacia la cornisa del segundo piso. Este segundo nivel tiene ventanas rectangulares de mayor dimensión que las del primer piso, entre las que se ubican pilastras de origen corintio.
En su interior, la edificación se encuentra ordenada en torno a un patio central con galerías en los primeros dos pisos.